# Valouse (affluent de l'Isle)
Pour les articles homonymes, voir Valouse (homonymie).
La Valouse est un ruisseau français du département de la Dordogne, affluent de l'Isle et sous-affluent de la Dordogne.

## Toponymie
En occitan, le cours d'eau porte le nom de Valosa.

## Géographie
Elle prend sa source à plus de 400 mètres d'altitude, tout au nord de la commune de Saint-Pierre-de-Frugie, près du pont de Montcigoux, en bordure de la ligne de chemin de fer Limoges - Périgueux.
Elle alimente l'étang de la Barde puis passe à proximité des bourgs de Saint-Pierre-de-Frugie et de La Coquille. Elle rejoint ensuite l'Isle en rive droite sur la commune de Saint-Paul-la-Roche, trois kilomètres au sud-sud-ouest du bourg, au lieu-dit Graffanaud, vers 175 mètres d'altitude.
Sa longueur est de 23,8 km.

### Affluents
Parmi ses affluents, deux ruisseaux sont répertoriés, le ruisseau de la Valade en rive droite, et le principal, en rive gauche, la Rochille.

### Département, communes et canton traversés
À l'intérieur du département de la Dordogne, la Valouse arrose cinq communes dépendant du même canton :
- Canton de Jumilhac-le-Grand
  - Saint-Pierre-de-Frugie (source)
  - La Coquille
  - Saint-Priest-les-Fougères
  - Chalais
  - Saint-Paul-la-Roche (confluence)

## À voir
- Le château de Vieillecour à Saint-Pierre-de-Frugie
- Le château de Frugie à Saint-Pierre-de-Frugie
- Le château de Mavaleix à Chalais

## Galerie

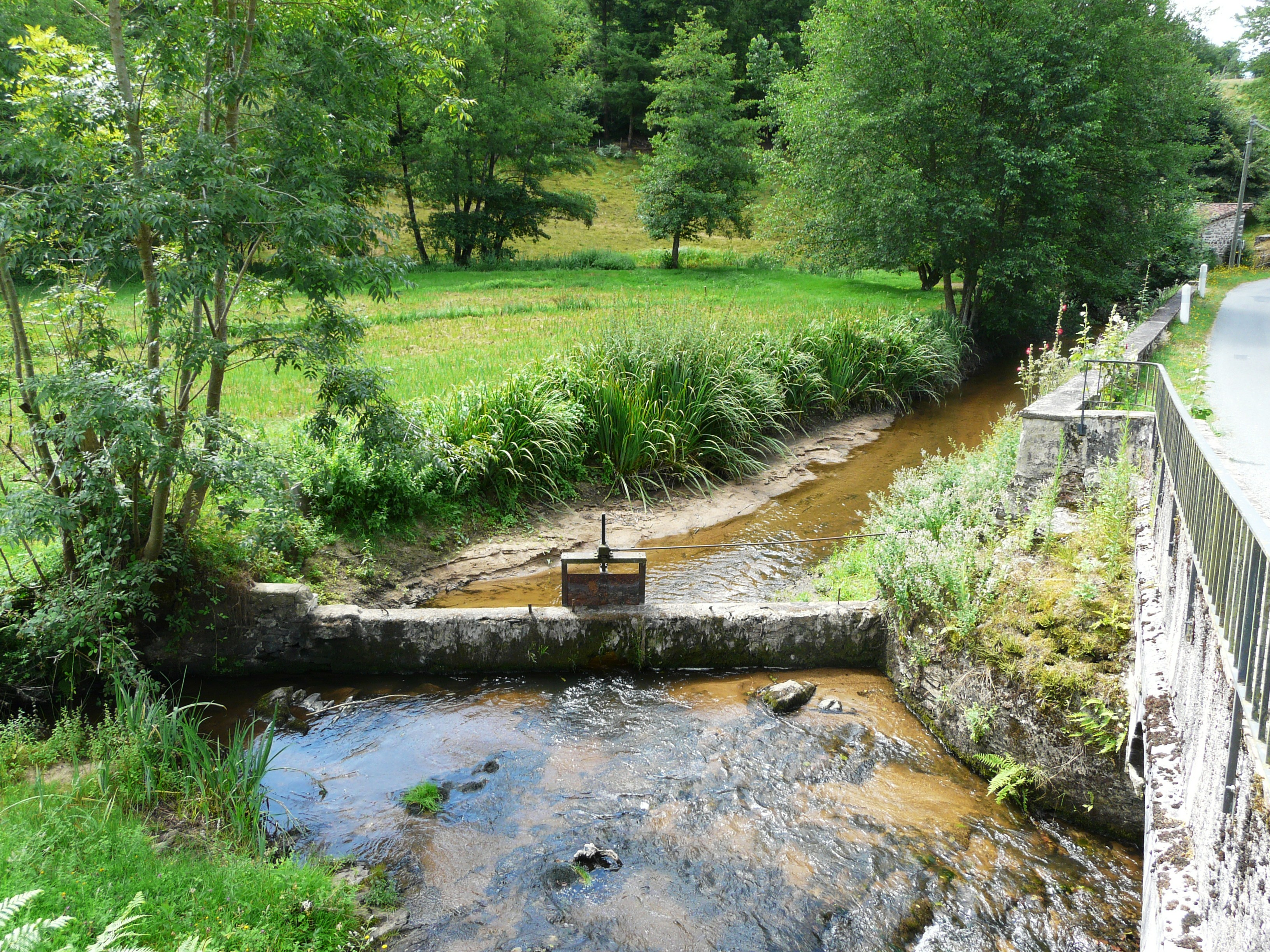
Au moulin situé au nord de Piangaud, à La Coquille.
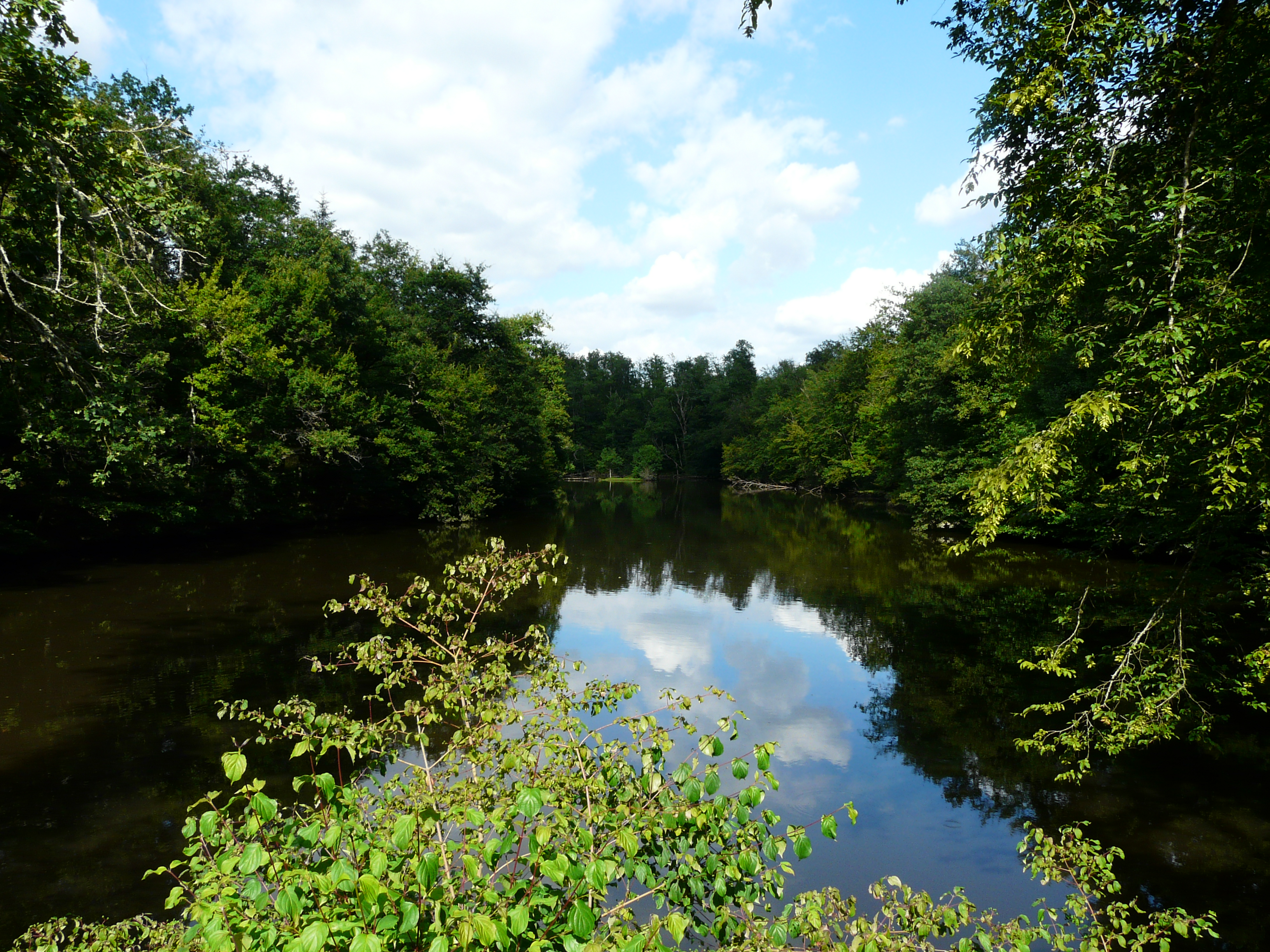
L'étang alimenté par la Valouse, en amont de la forge de Mavaleix.
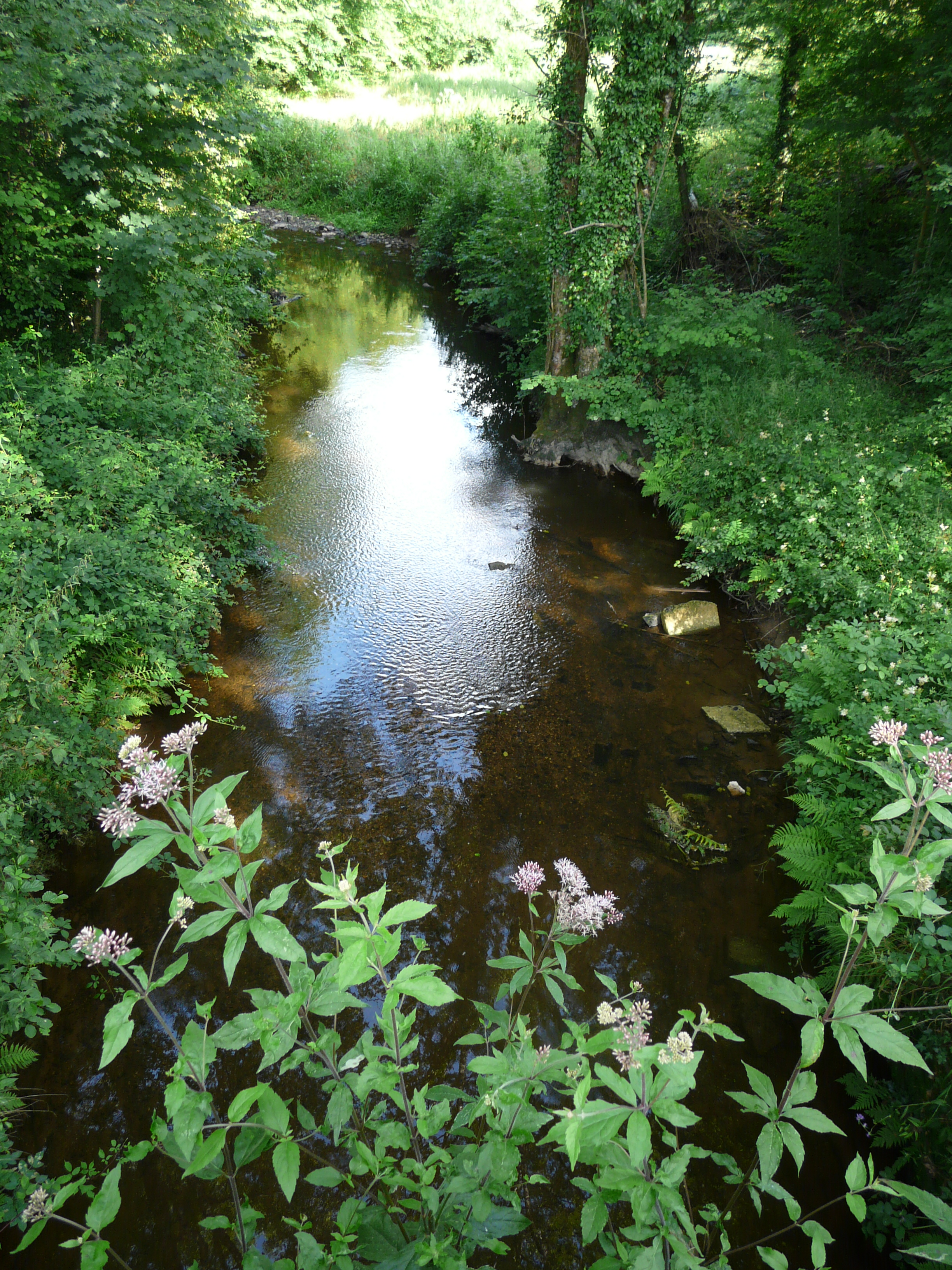
Au pont de Pont-Fermier à Saint-Paul-la-Roche.
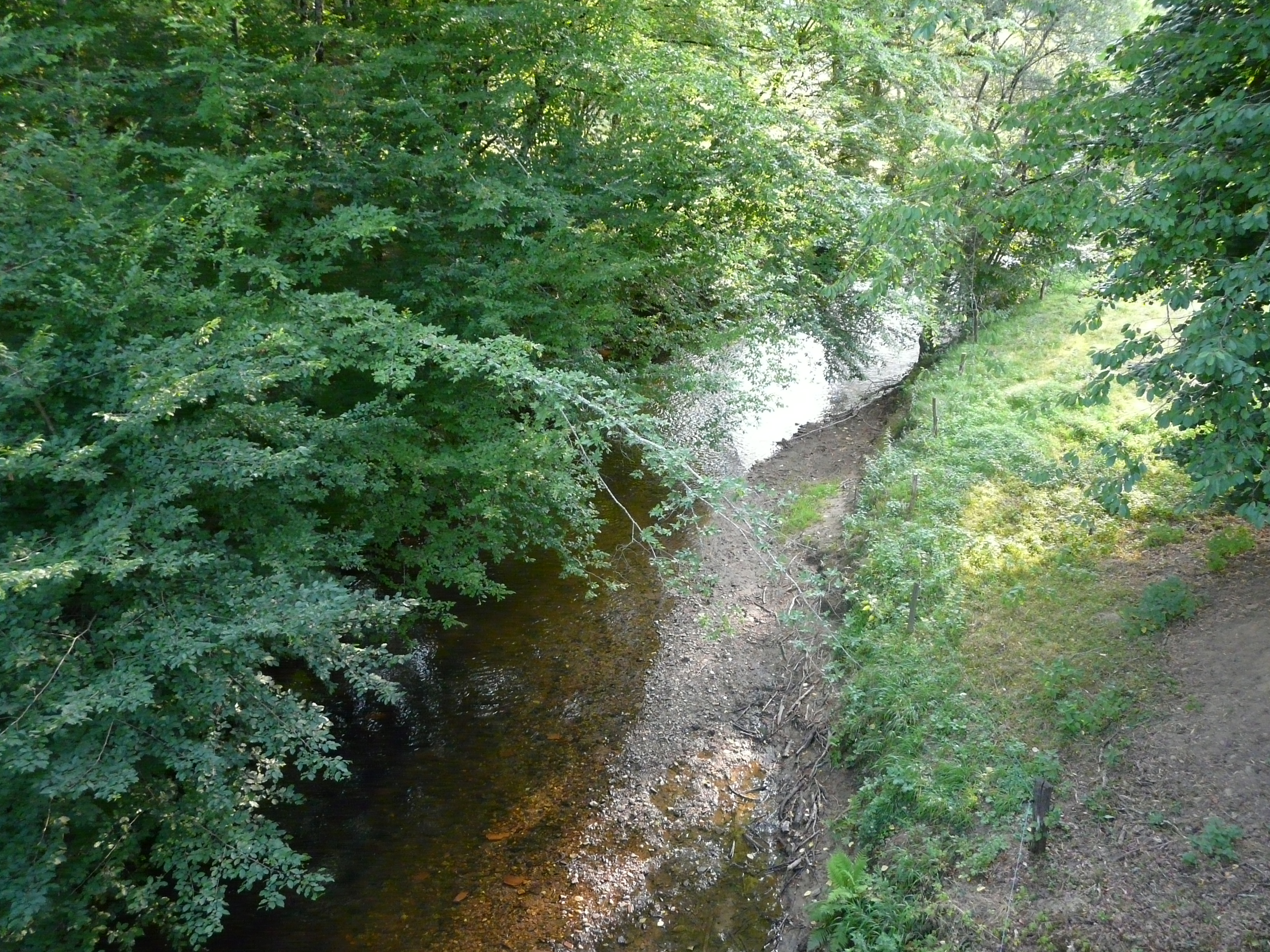
100 mètres avant sa confluence avec l'Isle.